# Hypsiglena catalinae
Espèce
Synonymes
- Hypsiglena torquata catalinae Tanner, 1966
- Hypsiglena chlorophaea catalinae Tanner, 1966

Hypsiglena catalinae est une espèce de serpents de la famille des Dipsadidae.

## Répartition

Distribution

Cette espèce est endémique de l'île Santa Catalina en Basse-Californie du Sud au Mexique.

## Description
C'est un serpent ovipare.

## Étymologie
Son nom d'espèce lui a été donné en référence à son lieu de découverte, l'île Santa Catalina.

## Publication originale
- Tanner, 1966 : The night snakes of Baja California. Transactions of the San Diego Society of Natural History, vol. 14, no 15, p. 189-196 (texte intégral).